# Neomorphus pucheranii
Neomorphus pucheranii là một loài chim trong họ Cuculidae.